# Apaʻapai
Die Apa'apai  ist eine Schlagwaffe der Bewohner der Tonga-Inseln in Polynesien.

## Beschreibung
Die Apa'apai besteht aus Holz. Sie ist am Heft gerade und rund. Das Heft wird zum Schlagkopf hin breiter. Der Schlagkopf ist flach und im Querschnitt rhombisch. Die Schlagkopfkanten sind scharf zugeschnitzt. Die gesamte Fläche des Schlagkopfes ist mit feinen, dünnen traditionellen Schnitzereien verziert. Der Ort ist stumpf zulaufend.